# Веддингштедт
Веддингштедт (нем. Weddingstedt) — община в Германии, в земле Шлезвиг-Гольштейн. 
Входит в состав района Дитмаршен. Подчиняется управлению КЛьГ Веддингштедт.  Население составляет 2264 человека (на 31 декабря 2010 года). Занимает площадь 17,89 км².
Коммуна подразделяется на 4 сельских округа.